# 桑喬一世 (馬約卡)
馬約卡的桑喬一世（西班牙語：Sancho I de Mallorca，約1274年—1324年9月4日），馬約卡國王，1311年至1324年在位。

## 婚姻
1308年，桑喬與那不勒斯國王卡洛二世的女兒瑪麗亞結婚，兩人沒有子女。